# Matka Boża z Lourdes
Matka Boża z Lourdes – tytuł Marii, matki Jezusa, wprowadzony przez Kościół katolicki na pamiątkę objawień maryjnych w Lourdes, oficjalnie uznanych przez Kościół katolicki za autentyczne.

## Historia
Począwszy od 11 lutego 1858 roku 14-letnia wiejska dziewczyna Bernadeta Soubirous doświadczyła serii objawień „Pięknej Pani”. Wydarzenia te miały miejsce w grocie Massabielle, niedaleko Lourdes. 25 marca 1858 roku, podczas 16. objawienia, w święto Zwiastowania, Piękna Pani powiedziała: Ja jestem Niepokalane Poczęcie... Objawienia zostały uznane za autentyczne przez biskupa Tarbes, Laurence’a w 1862.
Bernadetta Soubirous od 11 lutego do 16 lipca 1858 roku doświadczyła w sumie 18 objawień. Świadkami objawień i dziwnego zachowania się dziewczyny byli okoliczni mieszkańcy, zbierający się w grocie na odpoczynek. Podczas objawień w grocie pojawiło się źródło wody.

## Cudowne uzdrowienia
Od momentu pojawienia się źródła uznano ok. 7 tys. przypadków uzdrowień po obmyciu się w jego wodzie. 70 spośród nich Kościół uznał za cudowne. Ostatnim uznanym, 70. cudem było uzdrowienie s. Bernadette Moriau w 2008. Dla wygody pielgrzymów zbudowano kamienne wanny, w których można się zanurzyć, a wokół groty zamontowano krany służące do napełniania naczyń wodą.

## Figura

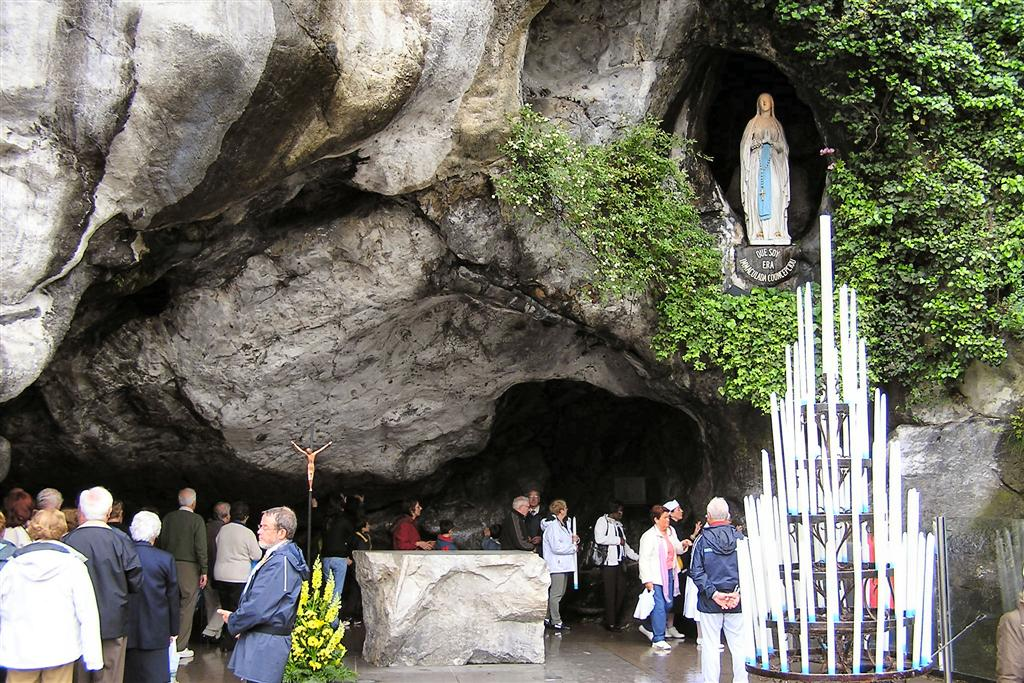
Statua Matki Bożej z Lourdes

W 1864 pochodzący z Lyonu rzeźbiarz Joseph-Hugues Fabisch (syn polskiego emigranta), opierając się na wskazówkach Bernadetty Soubirous, podjął się wykucia figury Matki Bożej. Figura ta, różniąca się częściowo od opisu Bernadetty Soubirous, została ustawiona w niszy, gdzie miały miejsce objawienia Matki Bożej.

## Kult Matki Bożej z Lourdes w Polsce
Na przełomie XIX i XX kult objawień maryjnych w Lourdes dotarł do Polski. Do pierwszych miejsc kultu zaliczyć należy:
- Kościół pw. NMP z Lourdes w Krakowie (1892–1894)[10],
- Grota Matki Bożej w Lourdes w Kochłowicach (1902)[11],
- Grota Matki Bożej w Lourdes zbudowana w latach 1900–1904 w Porąbce Uszewskiej[12],
- Grota Matki Bożej w Lourdes w Panewnikach (1905)[13].